# Реутово (Калужская область)
Реутово —  деревня в Медынском районе Калужской области России. Входит в муниципальное образование Сельское поселение «Деревня Романово».
Реут  — большой колокол на сторожевой башне, от слова «реветь»

## География
Находится на берегу реки Перетынка. Рядом — Бобровка, Косово.Через деревню проходит автотрасса А-130.

## Население
| 2002 | 2010 |
| ---- | ---- |
| 0    | ↗11  |

## История
По указанию Ивана Грозного у деревни Реутово был построен острог. В Смутное время его разгромил Лжедмитрий II, когда шел на Калугу.
В 1782 году сельцо Реутово принадлежало Ефиму Дмитриевичу Бегичеву. В селе деревянный господский дом, 19 дворов и 100 крестьянских душ по ревизии.
В 1859 году владельческое сельцо Реутово на правой стороне Московско-Варшавского шоссе. В нём 7 дворов и 70 жителей.
После реформ 1861 года деревня вошла в Романовскую волость. Население в 1913 году — 90 человек.